# Elaphria trolia
Elaphria trolia là một loài bướm đêm trong họ Noctuidae.